# Bar Estadão
Entrada lateral
O Bar Estadão é um estabelecimento comercial da cidade de São Paulo, notório no contexto turístico da capital como ícone da cidade, clássico do fim de noite paulistano e até mesmo como ponto de referência geográfica. O bar recebe esse nome pois se localiza ao lado da antiga sede do jornal O Estado de S. Paulo, onde atualmente se encontra o hotel Novotel Jaraguá. Dentre os prêmios já recebidos, o bar figura no concurso "O Melhor de São Paulo", promovido pelo jornal Folha de S.Paulo. O bar funciona 24 horas por dia e 363 dias por ano e seu sanduíche de pernil é considerado como o mais famoso da cidade.

## Prêmios

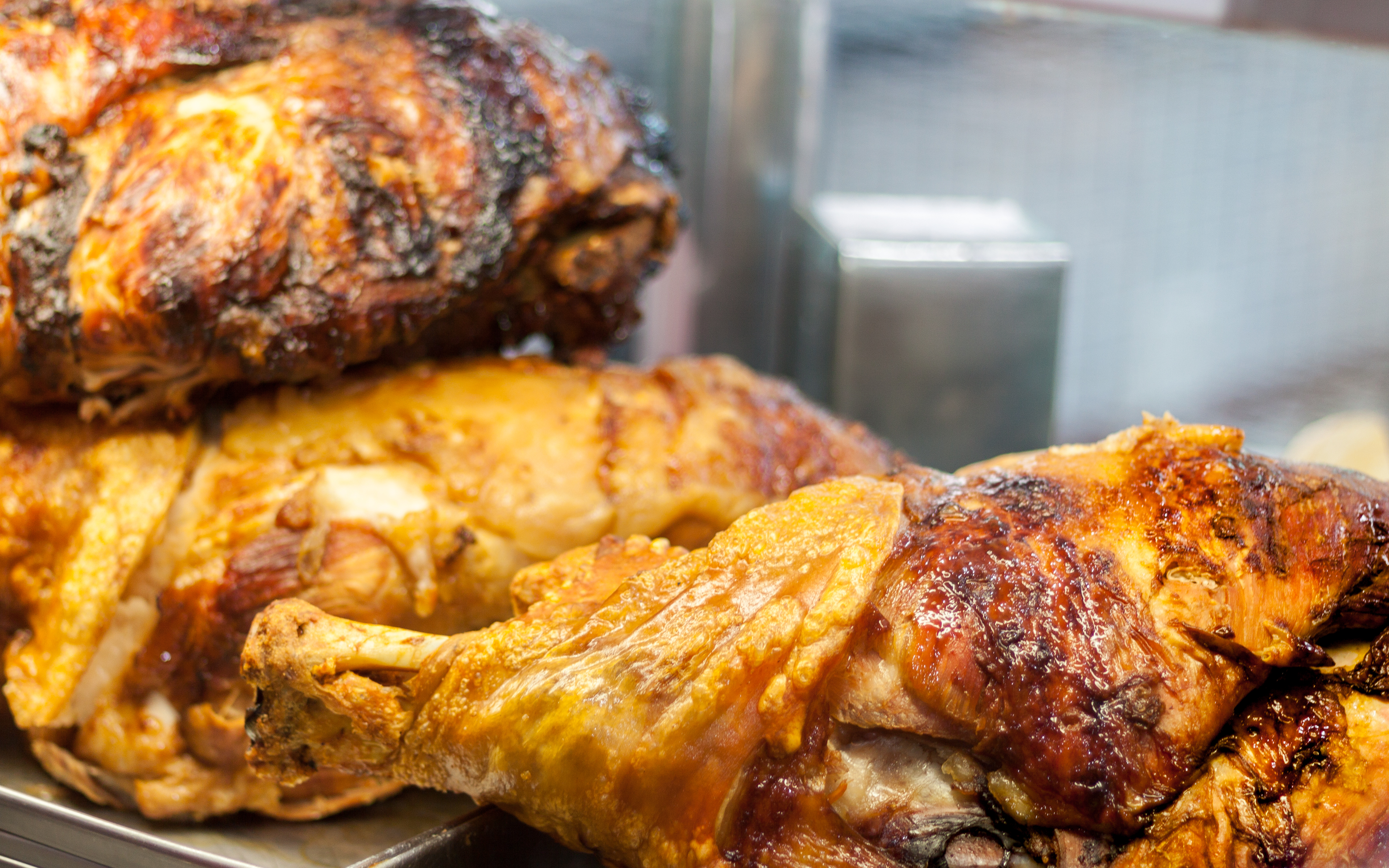
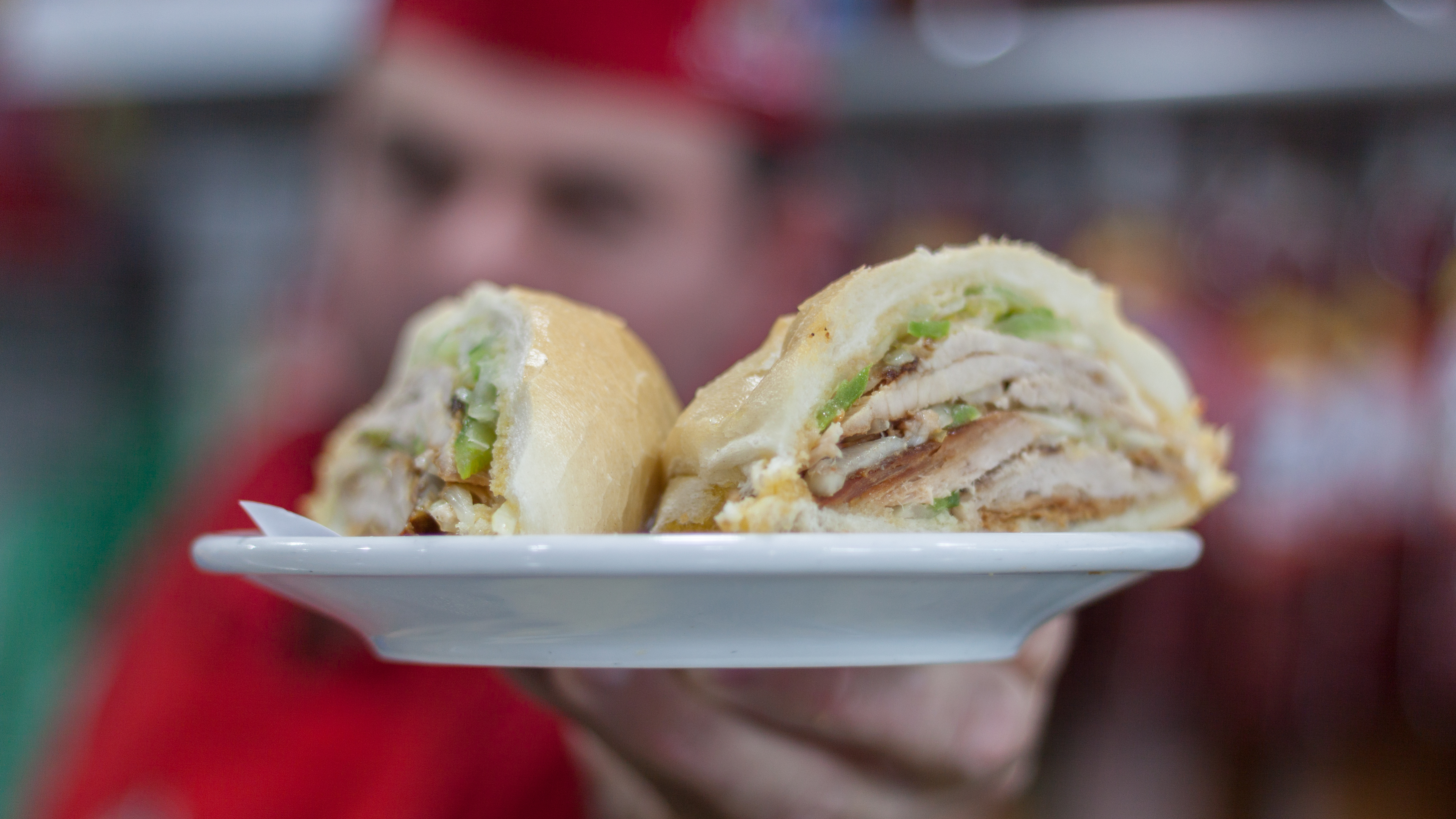
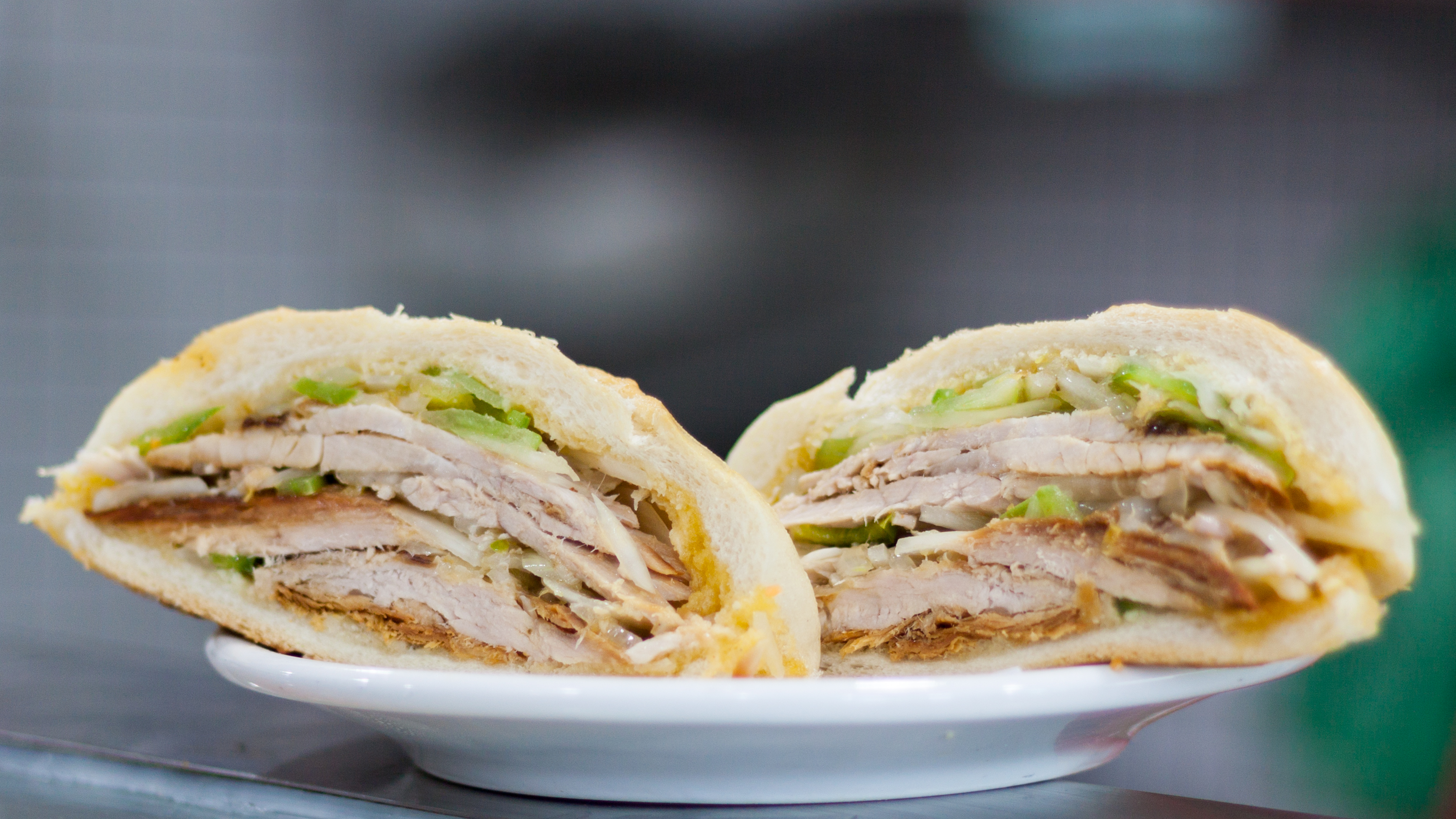

- Melhor sanduíche de São Paulo - Revista veja
- Melhor fim de Noite[6] - Folha de S.Paulo